# Abdallah Said
Abdallah El-Said (in arabo عبد الله السعيد‎?; Ismailia, 13 luglio 1985) è un calciatore egiziano, centrocampista dello Zamalek.

## Caratteristiche tecniche
Trova la sua collocazione ideale nel ruolo di trequartista a supporto della manovra. Tra le sue doti spiccano visione di gioco e precisione nei passaggi. In caso di necessità può adattarsi ad esterno, preferibilmente a sinistra, in modo da poter rientrare con il destro.

## Carriera

### Club
Muove i suoi primi passi nel settore giovanile dell'Ismaily, squadra della sua città natale. Il 15 settembre 2011 – complice la grave crisi finanziaria in cui vergeva la società – viene tesserato dall'Al-Ahly, firmando un contratto valido per tre anni.
Inizialmente, complice la presenza in rosa di Aboutrika (trequartista anch'esso) viene spesso schierato fuori ruolo lungo la fascia. In seguito al suo ritiro torna ad essere impiegato nel suo ruolo naturale alle spalle degli attaccanti. Il 14 maggio 2014 si accorda con la società per il prolungamento contrattuale, con scadenza nel 2018.
Il 14 marzo 2018 rinnova il proprio contratto fino al 2020, salvo poi essere messo sul mercato e relegato fuori rosa dalla società egiziana, per aver firmato un pre contratto – non depositato in tempo – con lo Zamalek, valido a partire da giugno.
Il 9 aprile – alla ricerca di una squadra che gli consenta di giocare, in modo da arrivare in forma ai Mondiali – passa in prestito per due mesi al KuPS, in Finlandia. Il 23 maggio 2018 l'Al-Ahli ne comunica l'ingaggio per due stagioni.
Il 4 gennaio 2019 viene tesserato dal Pyramids. Il 31 gennaio 2024 si trasferisce a titolo definitivo allo Zamalek.

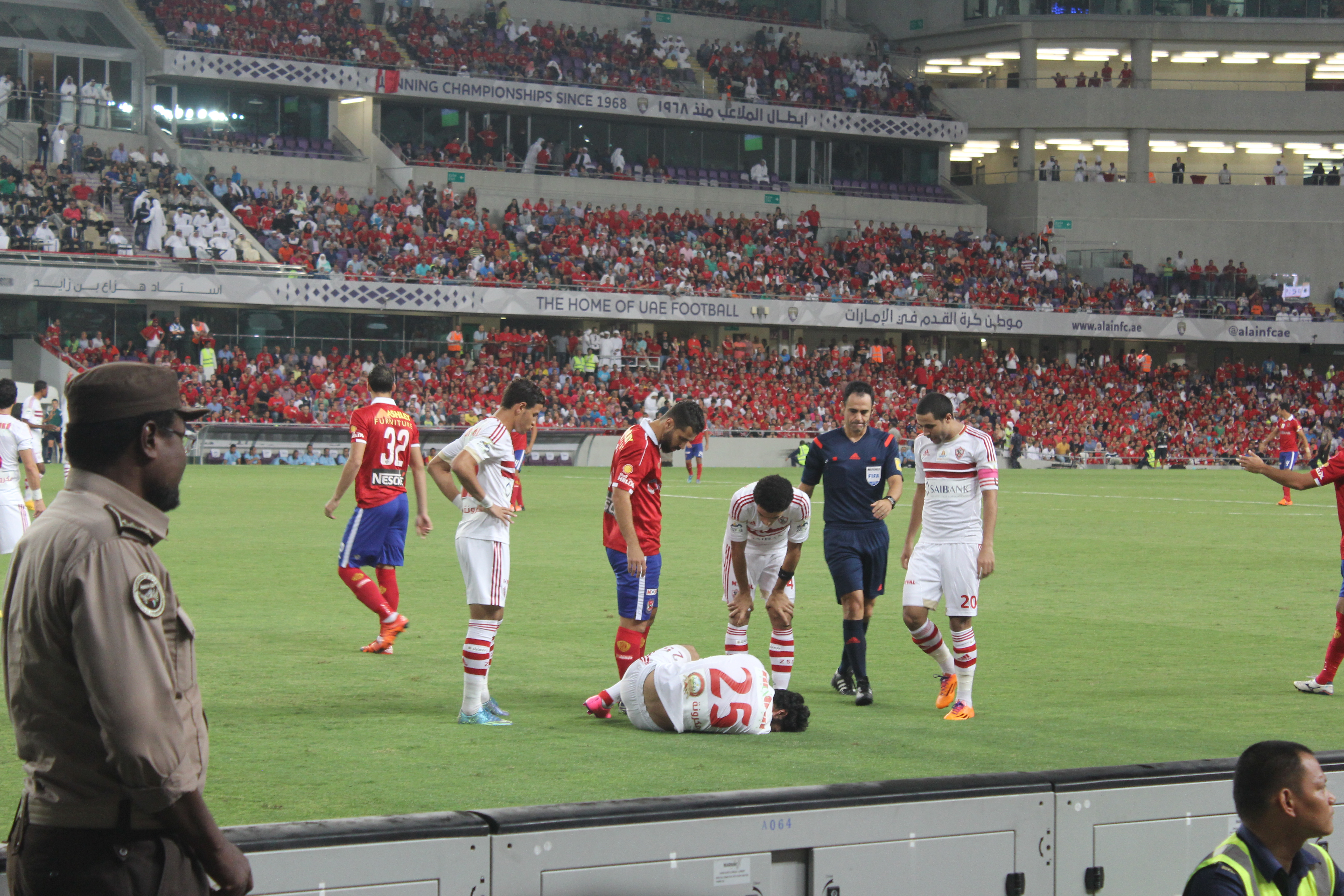
Said ritratto nel derby contro lo Zamalek.

### Nazionale
Nel 2005 ha preso parte ai Mondiali Under-20, disputati in Olanda.  Esordisce con la selezione dei Faraoni il 14 giugno 2008 in Malawi-Egitto (1-0) – incontro valido per le qualificazioni ai Mondiali 2010 – subentrando al 69' al posto di Ahmed Elmohamady. Mette a segno la sua prima rete in nazionale il 17 novembre 2015 contro il Ciad.
Il 25 marzo 2016 indossa per la prima volta la fascia da capitano al braccio, in occasione della sfida disputata contro la Nigeria, valevole per l'accesso alla fase finale della Coppa d'Africa 2017. L'Egitto viene sconfitto in finale 2-1 dal Camerun. Il 4 giugno 2018 viene incluso nella lista dei 23 convocati per il campionato del mondo 2018.
L'11 giugno 2019 viene incluso dal CT Javier Aguirre nella lista definitiva dei 23 convocati per la fase finale della Coppa d'Africa 2019, disputata in Egitto. Il cammino della squadra si interrompe agli ottavi di finale contro il Sudafrica.
Il 29 dicembre 2021 il CT Carlos Queiroz lo inserisce nella lista definitiva dei 25 convocati per la fase finale della Coppa d'Africa 2021, dove l'Egitto viene sconfitto in finale dal Senegal ai calci di rigore. Il 12 febbraio 2022 annuncia il ritiro dalla nazionale.

## Statistiche

### Presenze e reti nei club
Statistiche aggiornate al 15 dicembre 2024.
| Stagione        | Squadra         | Campionato      | Campionato | Campionato | Coppe nazionali | Coppe nazionali | Coppe nazionali | Coppe continentali | Coppe continentali | Coppe continentali | Altre coppe | Altre coppe | Altre coppe | Totale | Totale |
| Stagione        | Squadra         | Comp            | Pres       | Reti       | Comp            | Pres            | Reti            | Comp               | Pres               | Reti               | Comp        | Pres        | Reti        | Pres   | Reti   |
| --------------- | --------------- | --------------- | ---------- | ---------- | --------------- | --------------- | --------------- | ------------------ | ------------------ | ------------------ | ----------- | ----------- | ----------- | ------ | ------ |
| 2003-2004       | Ismaily         | PL              | 3          | 0          | CE              | 2               | 0               | ACC+CC             | 9+2                | 0                  | -           | -           | -           | 16     | 0      |
| 2004-2005       | Ismaily         | PL              | 2          | 0          | CE              | 0               | 0               | ACC+CC             | 3+2                | 0                  | -           | -           | -           | 7      | 0      |
| 2005-2006       | Ismaily         | PL              | 14         | 4          | CE              | 3               | 0               | -                  | -                  | -                  | -           | -           | -           | 17     | 4      |
| 2006-2007       | Ismaily         | PL              | 24         | 7          | CE              | 3               | 0               | ACC+CC             | 4+11               | 1+1                | -           | -           | -           | 42     | 9      |
| 2007-2008       | Ismaily         | PL              | 27         | 5          | CE              | 2               | 1               | -                  | -                  | -                  | SE          | 1           | 0           | 30     | 6      |
| 2008-2009       | Ismaily         | PL              | 29+1       | 9          | CE              | 1               | 0               | ACC                | 6                  | 4                  | -           | -           | -           | 37     | 13     |
| 2009-2010       | Ismaily         | PL              | 15         | 3          | CE              | 0               | 0               | CCL                | 6                  | 1                  | -           | -           | -           | 21     | 4      |
| 2010-2011       | Ismaily         | PL              | 26         | 8          | CE              | 1               | 0               | CC                 | 2                  | 0                  | -           | -           | -           | 37     | 8      |
| Totale Ismaily  | Totale Ismaily  | Totale Ismaily  | 140+1      | 36         |                 | 12              | 1               |                    | 45                 | 7                  |             | 1           | 0           | 199    | 44     |
| 2011-2012       | Al-Ahly         | PL              | 15         | 4          | -               | -               | -               | CCL                | 11                 | 1                  | -           | -           | -           | 26     | 5      |
| 2012-2013       | Al-Ahly         | PL              | 14         | 0          | CE              | 1               | 0               | CCL                | 14                 | 2                  | SE+SA+Cmc   | 1+1+3       | 1+0+0       | 34     | 3      |
| 2013-2014       | Al-Ahly         | PL              | 17         | 9          | CE              | 0               | 0               | CCL+CC             | 3+4                | 0+1                | SA+Cmc      | 1+2         | 0           | 27     | 10     |
| 2014-2015       | Al-Ahly         | PL              | 29         | 6          | CE              | 5               | 4               | CCL+CC             | 3+9                | 1+2                | SE+SA       | 0+1         | 0           | 47     | 13     |
| 2015-2016       | Al-Ahly         | PL              | 30         | 11         | CE              | 3               | 1               | CCL                | 5                  | 1                  | SE          | 1           | 2           | 39     | 15     |
| 2016-2017       | Al-Ahly         | PL              | 28         | 10         | CE              | 2               | 0               | CCL                | 13                 | 2                  | SE          | 1           | 0           | 44     | 12     |
| 2017-apr. 2018  | Al-Ahly         | PL              | 21         | 10         | CE              | 0               | 0               | ACC+CCL            | 1+1                | 0+2                | SE          | 1           | 0           | 24     | 12     |
| Totale Al-Ahly  | Totale Al-Ahly  | Totale Al-Ahly  | 154        | 50         |                 | 11              | 5               |                    | 64                 | 12                 |             | 12          | 3           | 241    | 70     |
| 2018            | KuPS            | VL              | 7          | 0          | SC              | -               | -               | UEL                | 0                  | 0                  | -           | -           | -           | 7      | 0      |
| 2018-gen. 2019  | Al-Ahli         | SPL             | 14         | 2          | KCC             | 0               | 0               | ACL                | 0                  | 0                  | -           | -           | -           | 14     | 2      |
| gen.-giu. 2019  | Pyramids        | PL              | 18         | 4          | CE              | 3               | 0               | -                  | -                  | -                  | -           | -           | -           | 21     | 4      |
| 2019-2020       | Pyramids        | PL              | 25         | 17         | CE              | 1               | 0               | CC                 | 13                 | 4                  | -           | -           | -           | 39     | 21     |
| 2020-2021       | Pyramids        | PL              | 26         | 6          | CE              | 2               | 1               | CC                 | 9                  | 3                  | -           | -           | -           | 37     | 10     |
| 2021-2022       | Pyramids        | PL              | 31         | 6          | CE              | 5               | 0               | CC                 | 10                 | 0                  | -           | -           | -           | 46     | 6      |
| 2022-2023       | Pyramids        | PL              | 18         | 1          | CE              | 1               | 0               | CC                 | 9                  | 3                  | SE          | 0           | 0           | 28     | 4      |
| 2023-gen. 2024  | Pyramids        | PL              | 8          | 2          | CE              | 0               | 0               | CCL                | 4                  | 0                  | SE          | 2           | 0           | 14     | 2      |
| Totale Pyramids | Totale Pyramids | Totale Pyramids | 126        | 36         |                 | 12              | 1               |                    | 45                 | 10                 |             | 2           | 0           | 185    | 47     |
| gen.-giu. 2024  | Zamalek         | PL              | 19         | 5          | CE              | 2               | 1               | CC                 | 0                  | 0                  | -           | -           | -           | 21     | 6      |
| 2024-2025       | Zamalek         | PL              | 4          | 1          | CE              | 0               | 0               | CC                 | 5                  | 1                  | SE+SA       | 2+1         | 0           | 12     | 2      |
| Totale Zamalek  | Totale Zamalek  | Totale Zamalek  | 23         | 6          |                 | 2               | 1               |                    | 5                  | 1                  |             | 3           | 0           | 33     | 8      |
| Totale carriera | Totale carriera | Totale carriera | 465        | 130        |                 | 37              | 8               |                    | 159                | 30                 |             | 18          | 3           | 679    | 171    |

### Cronologia presenze e reti in nazionale
| Cronologia completa delle presenze e delle reti in nazionale ― Egitto | Cronologia completa delle presenze e delle reti in nazionale ― Egitto | Cronologia completa delle presenze e delle reti in nazionale ― Egitto | Cronologia completa delle presenze e delle reti in nazionale ― Egitto | Cronologia completa delle presenze e delle reti in nazionale ― Egitto | Cronologia completa delle presenze e delle reti in nazionale ― Egitto | Cronologia completa delle presenze e delle reti in nazionale ― Egitto | Cronologia completa delle presenze e delle reti in nazionale ― Egitto |
| Data                                                                  | Città                                                                 | In casa                                                               | Risultato                                                             | Ospiti                                                                | Competizione                                                          | Reti                                                                  | Note                                                                  |
| --------------------------------------------------------------------- | --------------------------------------------------------------------- | --------------------------------------------------------------------- | --------------------------------------------------------------------- | --------------------------------------------------------------------- | --------------------------------------------------------------------- | --------------------------------------------------------------------- | --------------------------------------------------------------------- |
| 14-6-2008                                                             | Blantyre                                                              | Malawi                                                                | 1 – 0                                                                 | Egitto                                                                | Qual. Mondiali 2010                                                   | -                                                                     | 69’                                                                   |
| 23-1-2009                                                             | Il Cairo                                                              | Egitto                                                                | 1 – 0                                                                 | Kenya                                                                 | Amichevole                                                            | -                                                                     | 75’                                                                   |
| 11-1-2011                                                             | Ismailia                                                              | Egitto                                                                | 3 – 0                                                                 | Burundi                                                               | Amichevole                                                            | -                                                                     | 50’                                                                   |
| 14-11-2011                                                            | Doha                                                                  | Brasile                                                               | 2 – 0                                                                 | Egitto                                                                | Amichevole                                                            | -                                                                     | 77’                                                                   |
| 28-12-2012                                                            | Doha                                                                  | Qatar                                                                 | 0 – 2                                                                 | Egitto                                                                | Amichevole                                                            | -                                                                     | 46’                                                                   |
| 14-1-2013                                                             | Abu Dhabi                                                             | Costa d'Avorio                                                        | 4 – 2                                                                 | Egitto                                                                | Amichevole                                                            | -                                                                     | 84’                                                                   |
| 6-2-2013                                                              | Madrid                                                                | Cile                                                                  | 2 – 1                                                                 | Egitto                                                                | Amichevole                                                            | -                                                                     | 80’                                                                   |
| 7-3-2013                                                              | Al Rayyan                                                             | Qatar                                                                 | 3 – 1                                                                 | Egitto                                                                | Amichevole                                                            | -                                                                     |                                                                       |
| 22-3-2013                                                             | Alessandria d'Egitto                                                  | Egitto                                                                | 10 – 0                                                                | eSwatini                                                              | Amichevole                                                            | -                                                                     | 46’                                                                   |
| 4-6-2013                                                              | Il Cairo                                                              | Egitto                                                                | 1 – 1                                                                 | Botswana                                                              | Amichevole                                                            | -                                                                     | 61’                                                                   |
| 16-6-2013                                                             | Maputo                                                                | Mozambico                                                             | 0 – 1                                                                 | Egitto                                                                | Qual. Mondiali 2014                                                   | -                                                                     | 89’                                                                   |
| 11-10-2015                                                            | Abu Dhabi                                                             | Egitto                                                                | 3 – 0                                                                 | Zambia                                                                | Amichevole                                                            | -                                                                     | 65’                                                                   |
| 17-11-2015                                                            | Alessandria d'Egitto                                                  | Egitto                                                                | 4 – 0                                                                 | Ciad                                                                  | Qual. Mondiali 2018                                                   | 1                                                                     |                                                                       |
| 27-1-2016                                                             | Aswan                                                                 | Egitto                                                                | 0 – 1                                                                 | Giordania                                                             | Amichevole                                                            | -                                                                     | 46’                                                                   |
| 29-1-2016                                                             | Aswan                                                                 | Egitto                                                                | 2 – 0                                                                 | Libia                                                                 | Amichevole                                                            | -                                                                     | 60’                                                                   |
| 27-2-2016                                                             | Alessandria d'Egitto                                                  | Egitto                                                                | 2 – 0                                                                 | Burkina Faso                                                          | Amichevole                                                            | 2                                                                     | 70’                                                                   |
| 25-3-2016                                                             | Kaduna                                                                | Nigeria                                                               | 1 – 1                                                                 | Egitto                                                                | Qual. Coppa d'Africa 2017                                             | -                                                                     | Cap. 70’                                                              |
| 29-3-2016                                                             | Alessandria d'Egitto                                                  | Egitto                                                                | 1 – 0                                                                 | Nigeria                                                               | Qual. Coppa d'Africa 2017                                             | -                                                                     | Cap. 76’                                                              |
| 4-6-2016                                                              | Dar es Salaam                                                         | Tanzania                                                              | 0 – 2                                                                 | Egitto                                                                | Qual. Coppa d'Africa 2017                                             | -                                                                     | 63’ 77’                                                               |
| 30-8-2016                                                             | Alessandria d'Egitto                                                  | Egitto                                                                | 1 – 1                                                                 | Guinea                                                                | Amichevole                                                            | -                                                                     | 61’                                                                   |
| 6-9-2016                                                              | Johannesburg                                                          | Sudafrica                                                             | 1 – 0                                                                 | Egitto                                                                | Amichevole                                                            | -                                                                     | Cap. 78’                                                              |
| 9-10-2016                                                             | Brazzaville                                                           | Rep. del Congo                                                        | 1 – 2                                                                 | Egitto                                                                | Qual. Mondiali 2018                                                   | 1                                                                     |                                                                       |
| 13-11-2016                                                            | Alessandria d'Egitto                                                  | Egitto                                                                | 2 – 0                                                                 | Ghana                                                                 | Qual. Mondiali 2018                                                   | 1                                                                     | 90+2’                                                                 |
| 17-1-2017                                                             | Port-Gentil                                                           | Mali                                                                  | 0 – 0                                                                 | Egitto                                                                | Coppa d'Africa 2017 - 1º turno                                        | -                                                                     |                                                                       |
| 21-1-2017                                                             | Port-Gentil                                                           | Egitto                                                                | 1 – 0                                                                 | Uganda                                                                | Coppa d'Africa 2017 - 1º turno                                        | 1                                                                     | 59’                                                                   |
| 25-1-2017                                                             | Port-Gentil                                                           | Egitto                                                                | 1 – 0                                                                 | Ghana                                                                 | Coppa d'Africa 2017 - 1º turno                                        | -                                                                     | 75’                                                                   |
| 29-1-2017                                                             | Port-Gentil                                                           | Egitto                                                                | 1 – 0                                                                 | Marocco                                                               | Coppa d'Africa 2017 - Quarti di finale                                | -                                                                     |                                                                       |
| 1-2-2017                                                              | Libreville                                                            | Burkina Faso                                                          | 1 – 1 dts (3 – 4 dtr)                                                 | Egitto                                                                | Coppa d'Africa 2017 - Semifinale                                      | -                                                                     |                                                                       |
| 5-2-2017                                                              | Libreville                                                            | Egitto                                                                | 1 – 2                                                                 | Camerun                                                               | Coppa d'Africa 2017 - Finale                                          | -                                                                     |                                                                       |
| 11-6-2017                                                             | Radès                                                                 | Tunisia                                                               | 1 – 0                                                                 | Egitto                                                                | Qual. Coppa d'Africa 2019                                             | -                                                                     | 73’                                                                   |
| 31-8-2017                                                             | Kampala                                                               | Uganda                                                                | 1 – 0                                                                 | Egitto                                                                | Qual. Mondiali 2018                                                   | -                                                                     |                                                                       |
| 5-9-2017                                                              | Alessandria d'Egitto                                                  | Egitto                                                                | 1 – 0                                                                 | Uganda                                                                | Qual. Mondiali 2018                                                   | -                                                                     | 88’                                                                   |
| 12-11-2017                                                            | Cape Coast                                                            | Ghana                                                                 | 1 – 1                                                                 | Egitto                                                                | Qual. Mondiali 2018                                                   | -                                                                     | 65’                                                                   |
| 23-3-2018                                                             | Zurigo                                                                | Portogallo                                                            | 2 – 1                                                                 | Egitto                                                                | Amichevole                                                            | -                                                                     | 66’                                                                   |
| 27-3-2018                                                             | Zurigo                                                                | Egitto                                                                | 0 – 1                                                                 | Grecia                                                                | Amichevole                                                            | -                                                                     | 64’                                                                   |
| 25-5-2018                                                             | Madinat al-Kuwait                                                     | Kuwait                                                                | 1 – 1                                                                 | Egitto                                                                | Amichevole                                                            | -                                                                     | 46’                                                                   |
| 1-6-2018                                                              | Bergamo                                                               | Egitto                                                                | 0 – 0                                                                 | Colombia                                                              | Amichevole                                                            | -                                                                     | 80’                                                                   |
| 6-6-2018                                                              | Bruxelles                                                             | Belgio                                                                | 3 – 0                                                                 | Egitto                                                                | Amichevole                                                            | -                                                                     |                                                                       |
| 15-6-2018                                                             | Ekaterinburg                                                          | Egitto                                                                | 0 – 1                                                                 | Uruguay                                                               | Mondiali 2018 - 1º turno                                              | -                                                                     |                                                                       |
| 19-6-2018                                                             | San Pietroburgo                                                       | Russia                                                                | 3 – 1                                                                 | Egitto                                                                | Mondiali 2018 - 1º turno                                              | -                                                                     |                                                                       |
| 25-6-2018                                                             | Volgograd                                                             | Arabia Saudita                                                        | 2 – 1                                                                 | Egitto                                                                | Mondiali 2018 - 1º turno                                              | -                                                                     | 45+7’                                                                 |
| 13-6-2019                                                             | Alessandria d'Egitto                                                  | Egitto                                                                | 1 – 0                                                                 | Tanzania                                                              | Amichevole                                                            | -                                                                     |                                                                       |
| 16-6-2019                                                             | Alessandria d'Egitto                                                  | Egitto                                                                | 3 – 1                                                                 | Guinea                                                                | Amichevole                                                            | -                                                                     | 60’                                                                   |
| 21-6-2019                                                             | Il Cairo                                                              | Egitto                                                                | 1 – 0                                                                 | Zimbabwe                                                              | Coppa d'Africa 2019 - 1º turno                                        | -                                                                     | 71’                                                                   |
| 26-6-2019                                                             | Il Cairo                                                              | Egitto                                                                | 2 – 0                                                                 | RD del Congo                                                          | Coppa d'Africa 2019 - 1º turno                                        | -                                                                     | 68’                                                                   |
| 30-6-2019                                                             | Il Cairo                                                              | Uganda                                                                | 0 – 2                                                                 | Egitto                                                                | Coppa d'Africa 2019 - 1º turno                                        | -                                                                     |                                                                       |
| 6-7-2019                                                              | Il Cairo                                                              | Egitto                                                                | 0 – 1                                                                 | Sudafrica                                                             | Coppa d'Africa 2019 - Ottavi di finale                                | -                                                                     | 64’                                                                   |
| 13-10-2019                                                            | Alessandria d'Egitto                                                  | Egitto                                                                | 1 – 0                                                                 | Botswana                                                              | Amichevole                                                            | -                                                                     | 59’                                                                   |
| 14-11-2020                                                            | Il Cairo                                                              | Egitto                                                                | 1 – 0                                                                 | Togo                                                                  | Qual. Coppa d'Africa 2021                                             | -                                                                     | Cap.                                                                  |
| 17-11-2020                                                            | Lomé                                                                  | Togo                                                                  | 1 – 3                                                                 | Egitto                                                                | Qual. Coppa d'Africa 2021                                             | -                                                                     | 69’                                                                   |
| 1-9-2021                                                              | Il Cairo                                                              | Egitto                                                                | 1 – 0                                                                 | Angola                                                                | Qual. Mondiali 2022                                                   | -                                                                     | 68’                                                                   |
| 5-9-2021                                                              | Franceville                                                           | Gabon                                                                 | 1 – 1                                                                 | Egitto                                                                | Qual. Mondiali 2022                                                   | -                                                                     | 77’                                                                   |
| 30-9-2021                                                             | Alessandria d'Egitto                                                  | Egitto                                                                | 2 – 0                                                                 | Liberia                                                               | Amichevole                                                            | -                                                                     | Cap. 68’                                                              |
| 8-10-2021                                                             | Alessandria d'Egitto                                                  | Egitto                                                                | 1 – 0                                                                 | Libia                                                                 | Qual. Mondiali 2022                                                   | -                                                                     | 69’                                                                   |
| 11-10-2021                                                            | Bengasi                                                               | Libia                                                                 | 0 – 3                                                                 | Egitto                                                                | Qual. Mondiali 2022                                                   | -                                                                     | 75’                                                                   |
| 12-11-2021                                                            | Luanda                                                                | Angola                                                                | 2 – 2                                                                 | Egitto                                                                | Qual. Mondiali 2022                                                   | -                                                                     | 46’                                                                   |
| 15-1-2022                                                             | Garoua                                                                | Guinea-Bissau                                                         | 0 – 1                                                                 | Egitto                                                                | Coppa d'Africa 2021 - 1º turno                                        | -                                                                     | 58’                                                                   |
| 19-1-2022                                                             | Yaoundé                                                               | Egitto                                                                | 1 – 0                                                                 | Sudan                                                                 | Coppa d'Africa 2021 - 1º turno                                        | -                                                                     | 57’                                                                   |
| Totale                                                                |                                                                       | Presenze                                                              | 58                                                                    |                                                                       | Reti                                                                  | 6                                                                     |                                                                       |

## Palmarès

### Club

#### Competizioni nazionali
- Campionato egiziano: 5

Al-Ahly: 2012-2013, 2013-2014, 2015-2016, 2016-2017, 2017-2018
- Supercoppa d'Egitto: 4

Al.Ahly: 2012, 2014, 2015, 2017
- Coppa d'Egitto: 1

Al-Ahly: 2016-2017

#### Competizioni internazionali
- CAF Champions League: 2

Al-Ahly: 2012, 2013
- Supercoppa CAF: 3

Al-Ahly: 2013, 2014,
Zamalek: 2024
- Coppa della Confederazione CAF: 2

Al-Ahly: 2014
Zamalek: 2023-2024

### Individuale
- Egyptian Premier League Team of the Year: 2[31][32]

2015-2016, 2016-2017
- Capocannoniere del campionato egiziano: 1

2019-2020 (17 gol)